# Paulding-Klasse
Die Paulding-Klasse war eine Klasse von 21 Zerstörern der United States Navy und eine Weiterentwicklung der Smith-Klasse. Sie wurden 1909 in Dienst gestellt. 1919 erfolgte die Außerdienststellung. 14 Schiffe wurden anschließend an die United States Coast Guard übergeben.

## Allgemeines
Drei Jahre nach Indienststellung der ersten Zerstörer der Bainbridge-Klasse und der Truxtun-Klasse wurde eine Kommission unter Leitung von Rear Admiral George A. Converse gegründet, die sich mit den zukünftigen Anforderungen an die Zerstörer der US Navy befasste. Ein Ergebnis der Kommission war die Nutzung von Dampfturbinen statt der bislang verwendeten Dreifach-Expansionsmaschinen.
Die ersten Einheiten, die von der Arbeit der Kommission beeinflusst wurden, waren die auch Flivvers genannten 740 ts-Zerstörer der Paulding-Klasse und der vorher gebauten Smith-Klasse. Neben der Änderung des Antriebs wurde die Anzahl der 3"-Geschütze von drei auf fünf erhöht und die 18"-Torpedos in Einzelrohren wurden durch drei Zwillingsrohre ersetzt. Ein im Vergleich zu den ersten Zerstörerklassen erhöhtes Vorschiff und der längere Rumpf verbesserten die Seeeigenschaften der Zerstörer. Im Gegensatz zu den fünf kohlebefeuerten Einheiten der Smith-Klasse wurden die Einheiten der Paulding-Klasse  mit Öl befeuert und hatten mehr Leistung. Durch die Ölfeuerung und die Leistungszunahme waren die Zerstörer leichter und schneller als ihre Vorgänger.
Der Bauauftrag ging an die Werften William Cramp & Sons, New York Shipbuilding sowie Bath Iron Works, die bereits die Zerstörer der Smith-Klasse gebaut hatten. Hinzu kamen die Werften Newport News Shipbuilding und Fore River Shipbuilding Company. Innerhalb der Klasse gab es unterschiedliche Kombinationen der Antriebsanlage. DD-24 – DD-27 sowie DD-30, DD-31 und DD 34 hatten drei statt vier Schornsteine.

## Einheiten
| Name                   | Bauwerft                        | Kiellegung | Stapellauf     | Indienststellung | Bemerkungen                               |
| ---------------------- | ------------------------------- | ---------- | -------------- | ---------------- | ----------------------------------------- |
| USS Paulding (DD-22)   | Bath Iron Works                 | Juli 1909  | 12. April 1910 | September 1910   | 1924 an US Coast Guard                    |
| USS Drayton (DD-23)    | Bath Iron Works                 |            |                |                  | -                                         |
| USS Roe (DD-24)        | Newport News Shipbuilding       |            |                |                  | 1924 an US Coast Guard, drei Schornsteine |
| USS Terry (DD-25)      | Newport News Shipbuilding       |            |                |                  | 1924 an US Coast Guard, drei Schornsteine |
| USS Perkins (DD-26)    | Fore River Shipbuilding Company |            |                |                  | Drei Schornsteine                         |
| USS Sterett (DD-27)    | Fore River Shipbuilding Company |            |                |                  | Drei Schornsteine                         |
| USS McCall (DD-28)     | New York Shipbuilding Company   |            |                |                  | 1924 an US Coast Guard                    |
| USS Burrows (DD-29)    | New York Shipbuilding Company   |            |                |                  | 1924 an US Coast Guard                    |
| USS Warrington (DD-30) | William Cramp and Sons          |            |                |                  | Drei Schornsteine                         |
| USS Mayrant (DD-31)    | William Cramp and Sons          |            |                |                  | Drei Schornsteine                         |
| USS Monaghan (DD-32)   | New York Shipbuilding Company   |            |                |                  | 1924 an US Coast Guard, drei Schornsteine |
| USS Trippe (DD-33)     | Bath Iron Works                 |            |                |                  | 1924 an US Coast Guard                    |
| USS Walke (DD-34)      | Fore River Shipbuilding Company |            |                |                  | -                                         |
| USS Ammen (DD-35)      | New York Shipbuilding Company   |            |                |                  | 1924 an US Coast Guard                    |
| USS Patterson (DD-36)  | William Cramp and Sons          |            |                |                  | 1924 an US Coast Guard                    |
| USS Fanning (DD-37)    | Newport News Shipbuilding       |            |                |                  | 1924 an US Coast Guard                    |
| USS Jarvis (DD-38)     | New York Shipbuilding Company   |            |                |                  | -                                         |
| USS Henley (DD-39)     | New York Shipbuilding Company   |            |                |                  | 1924 an US Coast Guard                    |
| USS Beale (DD-40)      | William Cramp and Sons          |            |                |                  | 1924 an US Coast Guard                    |
| USS Jouett (DD-41)     | Bath Iron Works                 |            |                |                  | 1924 an US Coast Guard                    |
| USS Jenkins (DD-42)    | Bath Iron Works                 |            |                |                  | 1924 an US Coast Guard                    |

## Bilder

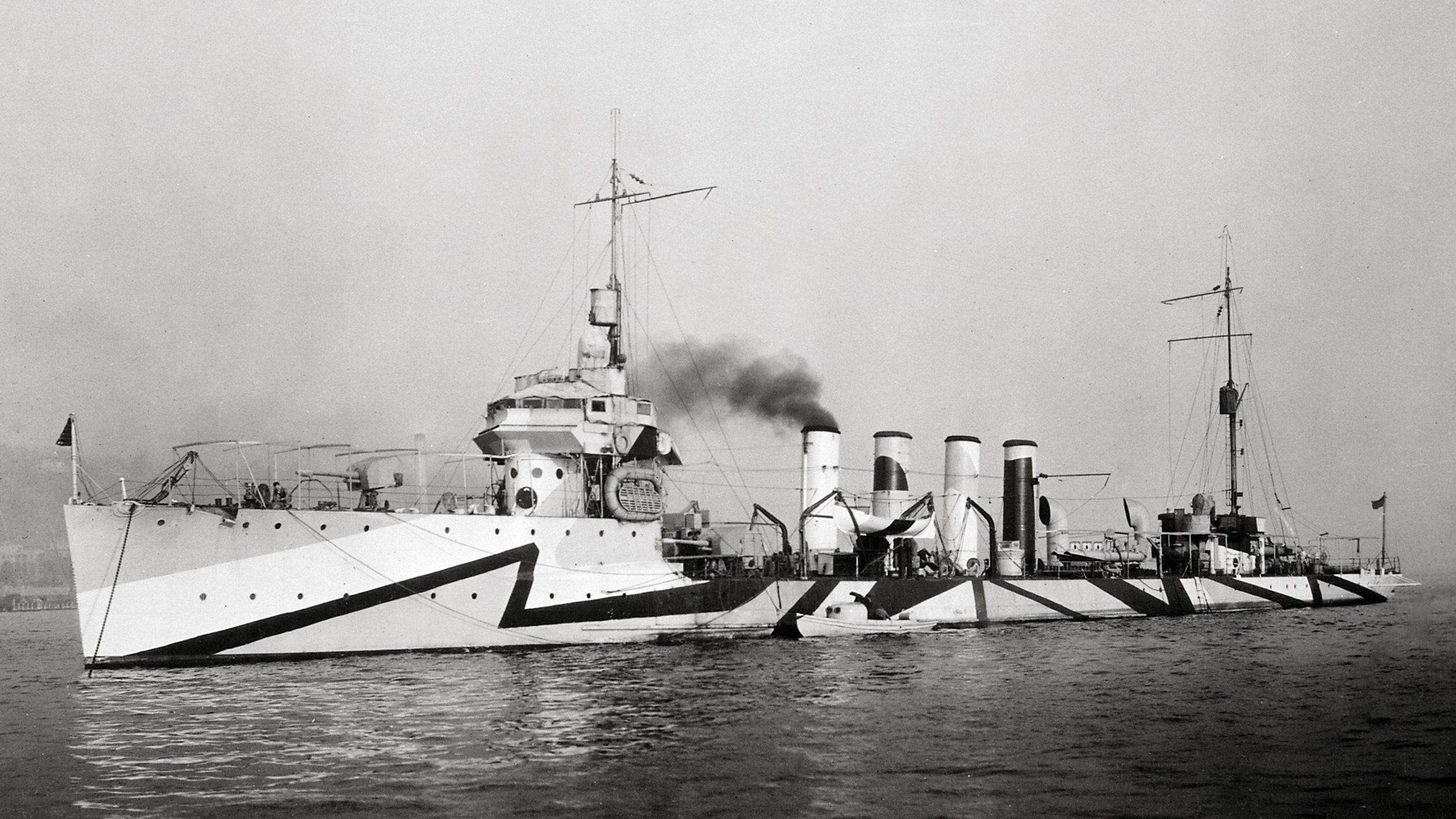
USS Henley im Tarnschema
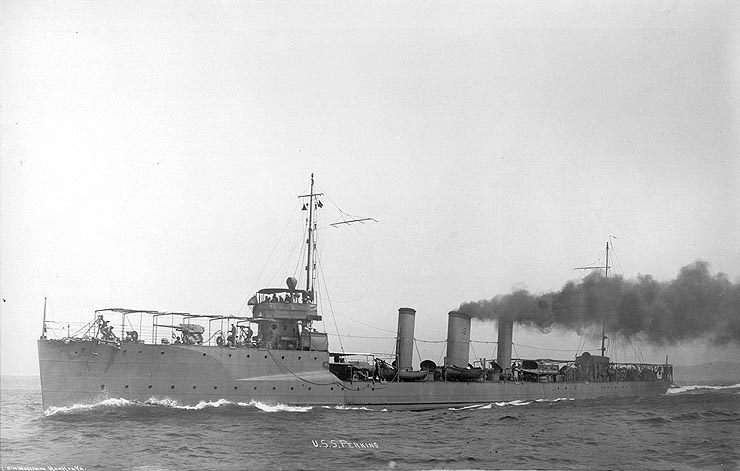
USS Perkins mit drei Schornsteinen
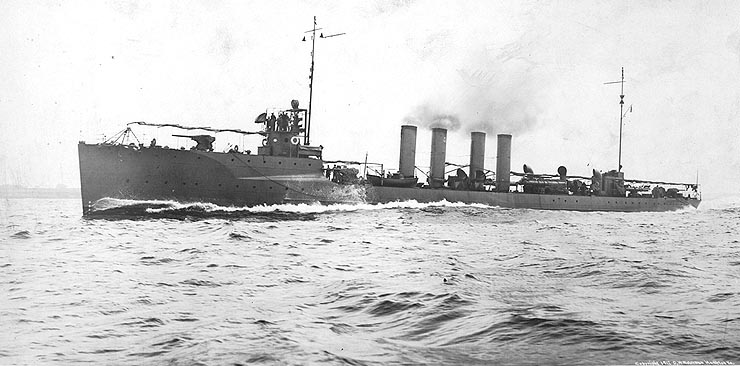
USS Trippe mit vier Schornsteinen
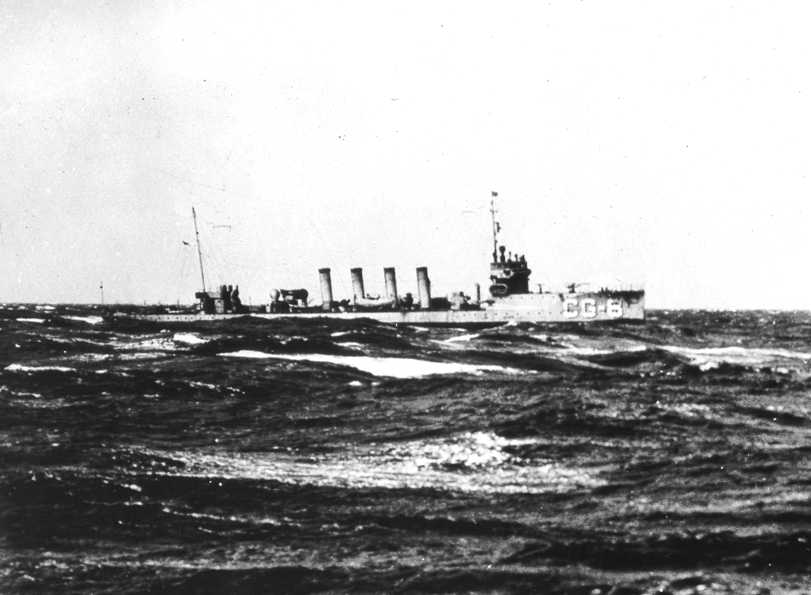
USS Ammen im Dienst der US Coast Guard
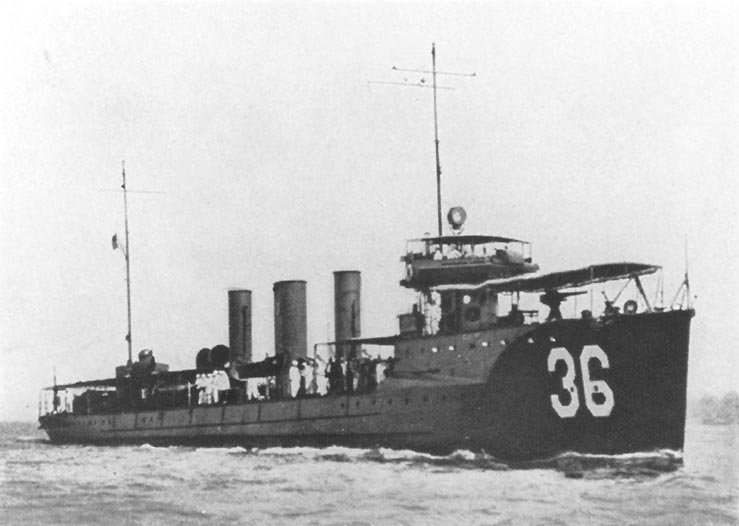
USS Patterson ca. 1916
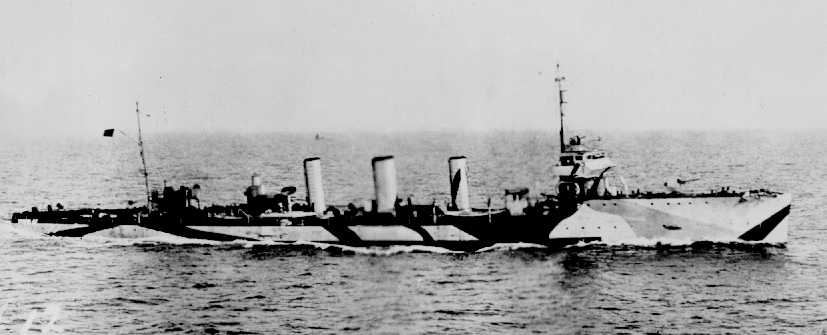
USS Roe